# Cantón de Montréal (Gers)
El cantón de Montréal (Gers) era una división administrativa francesa, que estaba situada en el departamento de Gers y la región de Mediodía-Pirineos.

## Composición
El cantón estaba formado por nueve comunas:
- Castelnau-d'Auzan
- Cazeneuve
- Fourcès
- Gondrin
- Labarrère
- Lagraulet-du-Gers
- Larroque-sur-l'Osse
- Lauraët
- Montréal

## Supresión del cantón de Montréal de Gers
En aplicación del Decreto nº 2014-254 de 26 de febrero de 2014, el cantón de Montréal (Gers) fue suprimido el 22 de marzo de 2015 y sus 9 comunas pasaron a formar parte del nuevo cantón de Armañac-Ténarèze.